# Vietnamská fotbalová reprezentace
Vietnamská fotbalová reprezentace reprezentuje Vietnam na mezinárodních fotbalových akcích a někdy se ji přezdívá Những chiến binh sao vàng (Bojovníci zlaté hvězdy). Když byl Vietnam rozdělen na Severní a Jižní Vietnam, tak existovala 2 národní družstva: Severní tým nebyl moc aktivní, hrál pouze proti týmům z ostatních komunistických zemí mezi lety 1956 a 1966, zatímco jižní tým byl aktivnější: zúčastnil se dvou prvních Mistrovství Asie ve fotbale, kde pokaždé skončil na 4. místě. Jižní tým si zahrál svůj poslední zápas roku 1975, ale první zápas spojeného Vietnamu byl teprve roku 1991.

## Mistrovství světa
| Rok    | Účast                                           | Soupisky |
| ------ | ----------------------------------------------- | -------- |
| 1950   | Bez účasti                                      |          |
| 1954   | Bez účasti                                      |          |
| 1958   | Bez účasti                                      |          |
| 1962   | Bez účasti                                      |          |
| 1966   | Bez účasti                                      |          |
| 1970   | Bez účasti                                      |          |
| 1974   | Nepostoupili z kvalifikace                      |          |
| 1978   | Bez účasti                                      |          |
| 1982   | Bez účasti                                      |          |
| 1986   | Bez účasti                                      |          |
| 1990   | Bez účasti                                      |          |
| 1994   | Nepostoupili z kvalifikace                      |          |
| 1998   | Nepostoupili z kvalifikace                      |          |
| 2002   | Nepostoupili z kvalifikace                      |          |
| 2006   | Nepostoupili z kvalifikace                      |          |
| 2010   | Nepostoupili z kvalifikace                      |          |
| 2014   | Nepostoupili z kvalifikace                      |          |
| 2018   | Nepostoupili z kvalifikace                      |          |
| 2022   | Nepostoupili z kvalifikace                      |          |
| Celkem | Účast – 0× Zlato – 0×, Stříbro – 0×, Bronz – 0× |          |

- Pozn. 1974: Jako Jižní Vietnam.

## Mistrovství Asie ve fotbale
| Rok                | Účast                                           |
| ------------------ | ----------------------------------------------- |
| Jako Jižní Vietnam |                                                 |
| 1956               | 4. místo                                        |
| 1960               | 4. místo                                        |
| 1964               | Nepostoupili z kvalifikace                      |
| 1968               | Nepostoupili z kvalifikace                      |
| 1976               | Nepostoupili z kvalifikace                      |
| Jako Vietnam       |                                                 |
| 1980               | Bez účasti                                      |
| 1984               | Bez účasti                                      |
| 1988               | Bez účasti                                      |
| 1992               | Bez účasti                                      |
| 1996               | Nepostoupili z kvalifikace                      |
| 2000               | Nepostoupili z kvalifikace                      |
| 2004               | Nepostoupili z kvalifikace                      |
| , 2007             | 8. místo                                        |
| 2011               | Nepostoupili z kvalifikace                      |
| 2015               | Nepostoupili z kvalifikace                      |
| 2019               | 8. místo                                        |
| 2023               | 22. místo                                       |
| 2027               |                                                 |
| Celkem             | Účast – 5× Zlato – 0×, Stříbro – 0×, Bronz – 0× |